# Albany Medical Center Prize
Der Albany Medical Center Prize (auch Albany Prize) ist ein Wissenschaftspreis, der seit dem Jahr 2001 jährlich vom Albany Medical Center an der University at Albany, The State University of New York für herausragende medizinische und biomedizinische Forschungen der jeweils letzten 10 bis 25 Jahre vergeben wird.
Mit einem Preisgeld von 500.000 US-Dollar ist er nach dem Breakthrough Prize in Life Sciences der höchstdotierte Medizinpreis der Vereinigten Staaten und nach diesem, dem Nobelpreis für Physiologie oder Medizin und dem Shaw Prize für Medizin der vierthöchstdotierte weltweit. Er wurde von Morris Silverman (1912–2006) gestiftet. Seine Vergabe ist für einen Zeitraum von 100 Jahren vorgesehen.

## Preisträger
- 2001 Arnold J. Levine
- 2002 Anthony Fauci
- 2003 Michael Stuart Brown (Nobelpreis für Physiologie oder Medizin 1985), Joseph L. Goldstein (Nobelpreis für Physiologie oder Medizin 1985)
- 2004 Stanley Norman Cohen, Herbert W. Boyer
- 2005 Robert Langer
- 2006 Seymour Benzer
- 2007 Robert Lefkowitz (Nobelpreis für Chemie 2012), Solomon H. Snyder, Ronald M. Evans
- 2008 Joan A. Steitz, Elizabeth Blackburn (Nobelpreis für Physiologie oder Medizin 2009)
- 2009 Bruce Beutler (Nobelpreis für Physiologie oder Medizin 2011), Charles Dinarello, Ralph M. Steinman (Nobelpreis für Physiologie oder Medizin 2011)
- 2010 David Botstein, Francis Collins, Eric Lander
- 2011 Elaine Fuchs, James A. Thomson, Shin’ya Yamanaka (Nobelpreis für Physiologie oder Medizin 2012)
- 2012 James E. Darnell, Robert G. Roeder
- 2013 Brian Druker, Peter C. Nowell, Janet Rowley
- 2014 Alexander Varshavsky
- 2015 Karl Deisseroth, Xiaoliang Xie
- 2016 Franz-Ulrich Hartl, Arthur Horwich, Susan Lindquist
- 2017 Emmanuelle Charpentier (Nobelpreis für Chemie 2020), Jennifer A. Doudna (Nobelpreis für Chemie 2020), Luciano Marraffini, Francisco Mojica, Feng Zhang
- 2018 James P. Allison (Nobelpreis für Physiologie oder Medizin 2018), Carl June, Steven A. Rosenberg
- 2019 Bert Vogelstein, Irving L. Weissman
- 2020 keine Vergabe wegen der Covid-19-Pandemie
- 2021 Barney Graham, Katalin Karikó, Drew Weissman
- 2022 Charles David Allis, Michael Grunstein
- 2023 Bonnie L. Bassler, Jeffrey I. Gordon, Dennis L. Kasper
- 2024 Howard Y. Chang, Adrian R. Krainer, Lynne E. Maquat